# Lillooet River
Lillooet River är ett vattendrag i Kanada.   Det ligger i provinsen British Columbia, i den södra delen av landet, 3 500 km väster om huvudstaden Ottawa.
I omgivningarna runt Lillooet River växer i huvudsak barrskog. Trakten runt Lillooet River är nära nog obefolkad, med mindre än två invånare per kvadratkilometer.